# Пролом (Болгарія)
Проло́м (болг. Пролом) — село в Пловдивській області Болгарії. Входить до складу общини Карлово.

## Населення
За даними перепису населення 2011 року у селі проживали 394 особи.
Національний склад населення села:
| Національність   | Кількість осіб | Відсоток |
| ---------------- | -------------- | -------- |
| болгари          | 298            | 76,0 %   |
| цигани           | 92             | 23,5 %   |
| інша             | 0              | 0 %      |
| Всього відповіли | 392            |          |

Розподіл населення за віком у 2011 році:
Динаміка населення: